# Let's Go Crazy/Victory Records Sucks
Let's Go Crazy/Victory Records Sucks è il terzo EP della band statunitense Good Clean Fun, pubblicato con etichetta Phyte Records nel 1999. Si compone di due tracce: la prima, Let's Go Crazy, è la cover una canzone di Prince, contenuta nell'album Purple Rain del 1984; la seconda è una canzone di scherno contro la casa discografica Victory Records ed è stata poi inserita nel secondo full length della band, On the Streets Saving the Scene from the Forces of Evil. La copertina del lato A richiama quella del singolo di Prince, ma al posto del cantante, sulla motocicletta troviamo Issa Diao, il vocalist dei Good Clean Fun; sul lato B c'è una foto di un live della band, con il testo di Victory Records Sucks.

## Tracce
Lato A
1. Let's Go Crazy (cover di Prince) – 2:21

Lato B
1. Victory Records Sucks – 2:02